# Little George Coc'nuts
Little George Coc'nuts – dolina na południowo-zachodnim krańcu wyspy Pitcairn. Jej nazwa pochodzi od zagajnika palm kokosowych, który prowadził George Young, syn osadnika na wyspie Pitcairn i buntownika z HMS Bounty Neda Younga.